# برهان‌الدین طرابلسی
ابراهیم بن موسی طرابلسی لقب‌گرفته به برهان‌الدین (۱۴۴۹–۱۵۱۶) (نسب: ابراهیم بن موسی بن ابی‌بکر) فقیه حنفی شامی لبنانی بود. در دمشق درس خواند و به قاهره کوچید و همان‌جا درگذشت. الإسعاف لأحکام الأوقاف اثر اوست.